# Гуанде
Гуанде (кит. спр. 广德市, піньїнь: Guăngdé Shì) — місто-повіт в китайській провінції Аньхой, складова міста Сюаньчен.

## Географія
Гуанде розташовується на висоті близько 40 метрів над рівнем моря, лежить на річці Улянсі, притоці Шуйянцзян.

### Клімат
Місто знаходиться у зоні, котра характеризується вологим субтропічним кліматом. Найтепліший місяць — липень із середньою температурою 27,9 °C. Найхолодніший місяць — січень, із середньою температурою 3 °С.
| Клімат Гуанде           | Клімат Гуанде | Клімат Гуанде | Клімат Гуанде | Клімат Гуанде | Клімат Гуанде | Клімат Гуанде | Клімат Гуанде | Клімат Гуанде | Клімат Гуанде | Клімат Гуанде | Клімат Гуанде | Клімат Гуанде | Клімат Гуанде |
| Показник                | Січ.          | Лют.          | Бер.          | Квіт.         | Трав.         | Черв.         | Лип.          | Серп.         | Вер.          | Жовт.         | Лист.         | Груд.         | Рік           |
| Середній максимум, °C   | 7,6           | 9,8           | 14,4          | 20,8          | 26,2          | 29            | 32,8          | 31,9          | 27,6          | 22,7          | 16,6          | 10,5          | 20,8          |
| Середня температура, °C | 3             | 5,1           | 9,2           | 15,3          | 20,7          | 24,3          | 27,9          | 27,2          | 22,9          | 17,3          | 11            | 5             | 15,7          |
| Середній мінімум, °C    | −0,3          | 1,7           | 5,3           | 10,8          | 16,2          | 20,7          | 24,3          | 23,8          | 19,4          | 13,3          | 6,7           | 1,1           | 11,9          |
| Норма опадів, мм        | 73.6          | 73.8          | 124.2         | 110.9         | 122.2         | 219.1         | 210.8         | 161.7         | 106.8         | 79.3          | 70.1          | 44.6          | 1397.1        |
| Вологість повітря, %    | 80            | 79            | 78            | 77            | 77            | 82            | 82            | 84            | 84            | 80            | 80            | 77            | 80            |
| ----------------------- | ------------- | ------------- | ------------- | ------------- | ------------- | ------------- | ------------- | ------------- | ------------- | ------------- | ------------- | ------------- | ------------- |
| Джерело: data.cma.cn    |               |               |               |               |               |               |               |               |               |               |               |               |               |